# Fotinovo, Kărdjali
Fotinovo (în bulgară Фотиново) este un sat în comuna Kirkovo, regiunea Kărdjali,  Bulgaria. 

## Demografie
Componența etnică a satului Fotinovo
     Turci (85,41%)
     Nicio identificare (14,23%)
     Altele (0,94%)
La recensământul din 2011, populația satului Fotinovo era de 850 locuitori. Din punct de vedere etnic, majoritatea locuitorilor (85,41%) erau turci. Pentru 14,23% din locuitori nu este cunoscută apartenența etnică.